# Богданов, Соломон Абрамович
Соломон Абрамович Богданов (1888 — 20 сентября 1918) — российский большевик, член ВРК, деятель революционного движения в Закавказье.

## Биография
В 1917 принимал активное участие в работе Тифлисской, затем Бакинской организаций РСДРП(б), вёл работу среди солдат. Впоследствии возглавлял контрольный отдел в ВРК Кавказской Красной Армии. Выступал с пропагандистскими статьями в «Известиях Бакинского Совета».
Расстрелян 20 сентября 1918 года в числе 26 бакинских комиссаров на 207-й версте между станциями Ахча-Куйма и Перевал (ныне — на территории Балканского велаята, Туркменистан).

## Семья
Брат Анатолий, также деятель революционного движения Закавказья, обезглавлен в числе 26 Бакинских комиссаров. Другой брат, Исаак, в 1945 награждён медалью «За боевые заслуги».